# Znamylekar.cz
Znamylekar.cz je český internetový portál pro hodnocení lékařů. Byl založen roku 2008 v Polsku a ve stejném roce byl přenesen do České republiky.[zdroj?] V současné době[kdy?] je řazen mezi prvních 150 serverů v ČR.
Portál obsahuje většinu praktických lékařů a specialistů.[zdroj?] Pro hodnocení se používá pětibodová stupnice (Velmi dobrý, Dobrý, Neutrální, Slabý, Velmi slabý). Hodnotit je možné pouze pro přihlášené přes facebook (ostatní již nemohou).[zdroj?]

## Historie
- Srpen 2008: start portálu znamylekar.cz[zdroj?]
- Listopad 2008: Česká lékařská komora (zastoupená Milanem Kubekem) podala žalobu na portál známýlekař[3]
- Březen 2009: Státní zástupce zamítl žalobu[4]
- Prosinec 2009: start portálu znamylekar.sk[zdroj?]
- Červenec 2010: Vývoj byl přesunut z Polska do ČR[zdroj?] a portál prošel faceliftingem. Byly přidány nové funkce jako integrované forum u každého lékaře, evidence ordinačních hodin, možnost označit lékaře, zda přijímá pacienty nebo ne.[5]
- Srpen 2010: na portály znamylekar.cz a znamylekar.sk byl přidán seznam veterinárních lékařů a zároveň zprovozněny domény znamyveterinar.cz a znamyveterinar.sk[zdroj?]
- rok 2012: společnosti Point Nine Capital, RTAventures, Piton Capital a skupina soukromých investorů investovaly do skupiny internetových servisů DocPlanner.com, které částí je portál Znamylekar.cz, 3 miliony PLN.[zdroj?]

## Technologie
Všechny portály jsou hostované u společnosti CoolHousing. Aplikace jsou založené na webserveru Apache a PHP, databázový back-end poskytuje PostgreSQL.[zdroj?]

## Přínos
Portál ZnamyLekar.cz významně přispěl k rozvoji internetových portálů pro hodnocení práce svobodných povolání, osob veřejně činných a živnostníků v České republice.[zdroj?] Po vzoru ZnamyLekar.cz vznikly například ZnamySoudce.cz, ZnamyPolitik.cz, ZnamyPoradce.cz nebo ZnamyKadernik.cz.[zdroj?] Uvedené portály mají různé provozovatele a nemají nic společného se ZnamyLekar.cz.[zdroj?]